# Gotta Be Me
Albums de Devin the Dude
Suite 420
(2010) One for the Road
(2013)
Singles
1. Jus Coolin
Sortie : 27 septembre 2010

Gotta Be Me est le septième album studio de Devin the Dude, sorti le 2 novembre 2010.
L'album s'est classé 45e au Top R&B/Hip-Hop Albums et 49e Top Independent Albums.

## Liste des titres
| No  | Titre              | Contient un (des) sample(s) de           | Durée |
| --- | ------------------ | ---------------------------------------- | ----- |
| 1.  | It's Goin Down!    | Let Me Down Easy d'Inez Foxx             | 2:57  |
| 2.  | Come & Go          |                                          | 3:30  |
| 3.  | I Like What U Do   | Love Me Back de Willie Hutch             | 4:43  |
| 4.  | Shut Up            |                                          | 0:55  |
| 5.  | Gotta Be Me        | Free de Deniece Williams                 | 4:12  |
| 6.  | No Need to Call    | Ring Ring Ring (Ha Ha Hey) de De La Soul | 3:40  |
| 7.  | Gimme Some         |                                          | 5:11  |
| 8.  | You So Real        |                                          | 3:21  |
| 9.  | They 10's          |                                          | 0:23  |
| 10. | Jus Coolin         |                                          | 4:00  |
| 11. | Ain't Goin Nowhere |                                          | 4:30  |
| 12. | When Will I Win?   |                                          | 4:56  |
| 13. | Fuckha'            |                                          | 4:04  |
| 14. | I'm High           |                                          | 4:00  |